# 라코비안 요리문답
라코비안 요리문답 ( Racovian Catechism )은 반삼위일체론을 주장하는 16세기에 일어난 운동의 요리문답이다. 폴란드 형제단에서 발행되었으며, 파우스토 소치니에 의해서 일부 준비되었다. 1605년에 출판되었으며 다른 언어로 변역되었다. 
내용은 주로 성경에 대한 내용, 구원의 방법, 하나님, 그리스도에 관한 지식이며 총 8장으로 구성되어 있다. 
가장 큰 특징은 소시니안주의에 있으며, 기독론에서 그리스도의 창조이전 존재를 부인한다. 유니테리언주의에도 영향을 주었다. 

## 반박
이 요리문답은 토머스 굿윈등에 의해 반박되었다.
- The Humble Proposals of Mr. Owen, Mr. Tho. Goodwin, Mr. Nye, Mr. Symson, and other Ministers ( 1652년 3월 31일 )